# Brithura flaviflagellum
Brithura flaviflagellum là một loài ruồi trong họ Ruồi hạc (Tipulidae). Chúng phân bố ở miền Cổ bắc.